# Balls to Picasso
| 전문가 평가                      | 전문가 평가 |
| 평가 점수                        | 평가 점수   |
| 출처                             | 점수        |
| -------------------------------- | ----------- |
| AllMusic                         | [ 1 ]       |
| Collector's Guide to Heavy Metal | 6/10        |
| Rock Hard                        | 9.0/10      |

《Balls to Picasso》는 1994년 6월 3일에 발매된 영국의 헤비 메탈 밴드 아이언 메이든의 보컬리스트 브루스 디킨슨의 두 번째 솔로 음반이다. 이 음반은 디킨슨이 아이언 메이든(1999년 재가입)을 공식 탈퇴한 후 발매된 첫 솔로 음반이다.
이 음반은 기타리스트 로이 Z와 함께 디킨슨의 콜라보레이션의 시작을 알렸고, 로이는 《Accident of Birth》, 《The Chemical Wedding》 그리고 《Tyranny of Souls》를 포함한 많은 디킨슨의 이후 음반에서 작업했다. 스타일적으로는 《Tattooed Millionaire》에서 출발하지만 1996년에 발매된 후속 음반 《Skunkworks》보다 여전히 전통적인 사운드이다. 나중에, 디킨슨은 자신과 로이 Z가 음반의 무게를 줄여야 했던 것보다 덜 무겁게 만들도록 이야기 받았다고 말했다.

## 개요
디킨슨은 아이언 메이든에 있는 동안 두 번째 솔로 음반을 작업하기 시작했다. 첫 녹음 세션에서 그는 영국 밴드 스킨을 영입했다. 디킨슨은 노력 스타일에 만족하지 못하고 녹음을 중단했다. 두 번째 솔로 음반에 대한 그의 다음 시도는 프로듀서 키스 올슨과의 합작이었다. 〈Over and Out〉, 〈Tibet〉, 〈Tears of the Dragon〉, 〈Cadillac Gas Mask〉, 〈No Way Out...Continued〉는 올슨과 함께 녹음된 곡으로, 내부자들도 "피터 가브리엘 음반"이라고 일컫는 《Balls to Picoso》의 두 번째 버전을 수록하기 위해 설정되었다. 아직 디킨슨 발매에 대해 언급되지 않은 세션의 다른 곡으로는 〈Man of Sorrows〉(《Accident of Birth》로 재녹음됨, 1990년의 이전 데모 버전은 《The Best of Bruce Dickinson》에 나와 있음), 〈Original Sin〉, 〈Thank Heaven〉이 있다.
디킨슨은 또한 이 프로젝트를 폐기하기로 결정했고 기타리스트 로이 Z와 그의 밴드 트리뷰트 오브 집시와 함께 《Balls to Picasso》를 쓰고 녹음했다. 〈Change of Heart〉는 원래 로이 Z와 보컬 롭 록이 그들의 밴드 드라이버와 함께 작사, 작곡, 데모를 했다. 디킨슨은 《Balls to Picasso》에 녹음된 버전의 가사를 바꾸었다. Z와 록은 드라이버가 그들의 2008년 데뷔 음반인 《Sons of Thunder》를 위해 재결합했을 때 마침내 그들의 버전을 녹음하고 발표했다. 이전 녹음 세션의 곡들은 후에 《Balls to Picasso》의 싱글에 대한 B-사이드로 다시 등장했고, 이후 2005년 음반 확장판의 보너스 트랙으로도 다시 등장했다.
《Anthology》 DVD에서 디킨슨은 같은 이름의 노래의 이름을 따서 《Laughing in the Hiding Bush》라는 음반의 이름을 짓지 않은 것을 후회한다고 말했다. 이 노래 자체는 그의 아들 오스틴에게 바쳐진 것이다.
《Balls to Picasso》는 또한 생츄어리 레코드에 의해 DVD 오디오 5.1 믹스와 듀얼디스크(CD/DVD-오디오 5.1 믹스) 버전으로 출시되었다.

## 커버 아트
1996년 글래스고에 본부를 둔 라디오 클라이드 1의 톰 러셀과의 인터뷰에서 브루스는 이 음반의 제목이 원래 《Laughing in the Hidding Bush》였다고 한다. 이 커버 아트는 스톰 소거슨이 디자인했지만, 그들은 그것을 살 여유가 없었다. 그의 음반의 제목이 바뀌어 커버를 위해 변기 벽에 두 개의 정사각형을 그렸고, 이후 소거슨의 작품은 앤스랙스의 음반 《Stomp 442》의 커버가 되었다.
소거슨은 후에 브루스의 《Skunkworks》 음반을 위해 이 작품을 만들었다.

## 곡 목록
모든 곡들은 특별한 언급이 없는 한 브루스 디킨슨과 로이 Z에 의해 작사/작곡하였다.
| #   | 제목                            | 작사·작곡                   | 재생 시간 |
| --- | ------------------------------- | --------------------------- | --------- |
| 1.  | 〈Cyclops〉                     |                             | 7:58      |
| 2.  | 〈Hell No〉                     |                             | 5:11      |
| 3.  | 〈Gods of War〉                 |                             | 5:02      |
| 4.  | 〈1000 Points of Light〉        |                             | 4:25      |
| 5.  | 〈Laughing in the Hiding Bush〉 | B. 디킨슨, Z, 오스틴 디킨슨 | 4:20      |
| 6.  | 〈Change of Heart〉             |                             | 4:58      |
| 7.  | 〈Shoot All the Clowns〉        |                             | 4:24      |
| 8.  | 〈Fire〉                        | B. 디킨슨, Z, 에디 카시야스 | 4:30      |
| 9.  | 〈Sacred Cowboys〉              |                             | 3:53      |
| 10. | 〈Tears of the Dragon〉         | B. 디킨슨                   | 6:24      |